# 内匠本町
内匠本町（たくみ・ほんちょう）は、東京都足立区北東部にかつて存在した地名である。

## 地域
1978年（昭和53年）2月に実施された住居表示により、南花畑の一部となった地域。従って公式には存在しない町名であるが、町内会名や児童遊園名、内匠橋の名称等にそのなごりを留めている。まわりを花畑地区に囲まれた孤島のような存在で、住民のほとんどが芦川姓であり、七面神社を氏神とし、法華宗（日蓮宗）を信仰している等、他地区に見られない団結性が特徴である。住居表示によって地名が変えられる際には住民によって反対運動が起こされた事でも知られる。

## 伝承・歴史
口伝によると、甲斐武田氏没落後にその遺臣である芦川内匠（あしかわ たくみ）なるものが土着・開墾したのが当地であるという。この様な伝承からこの地域は内匠新田と呼ばれていた。花畑小学校の場所が館址であり、かつては土塁等の遺構も存在したとのことである。ただしこの開拓伝承は、文献や物的証拠に乏しく、幕府作成の地誌『新編武蔵風土記稿』に一切見えないことから、一部には史実性を疑うものもある。
内匠新田は1889年（明治22年）の市制町村制の施行に伴って東京府南足立郡花畑村の一部とされた後、1932年（昭和7年）に南足立郡が足立区となった際に綾瀬川を挟んで分割され、西側が内匠本町に、東側が内匠町になった。

## 主な施設
- 花畑郵便局
- 七面神社